# Argence (Truyère)
Pour les articles homonymes, voir Argence.
L'Argence (ou Argence Vive) est une rivière française qui coule dans le département de l'Aveyron en région Occitanie. C'est un affluent gauche de la Truyère, donc un sous-affluent de la Garonne par le Lot.

## Géographie
De 23,9 km de longueur, l'Argence Vive prend sa source dans l'Aveyron commune d'Argences-en-Aubrac, à 1 274 mètres d'altitude.
L'Argence Vive coule globalement du sud-est vers le nord-ouest dans la région naturelle de la Viadène, elle même dans le parc naturel régional de l'Aubrac.
L'Argence Vive rejoint la Truyère en rive gauche, sur la commune de Sainte-Geneviève-sur-Argence, à 573 mètres d'altitude.

### Communes et cantons traversés
Dans le seul département de l'Aveyron, l'Argence Vive traverse les deux communes suivantes de Argences en Aubrac (source), Laguiole, Sainte-Geneviève-sur-Argence mais maintenant Argences en Aubrac (confluence).
Soit en termes de cantons, l'Argence Vive prend source et conflue dans le même canton d'Aubrac et Carladez, dans l'arrondissement de Rodez, dans l'intercommunalité communauté de communes Aubrac, Carladez et Viadène.

### Toponyme
L'Argence Vive a donné son hydronyme à l'ancienne commune de Sainte-Geneviève-sur-Argence.

### Bassin versant
L'Argence Vive traverse trois zones hydrographiques « L'Argence vive », « La Truyère du confluent de l'Endesques au confluent de l'Argence vive », « La Truyère du confluent de l'Argence vive au confluent de la Beauté ».

### Organisme gestionnaire
L'organisme gestionnaire de l'Argence Vive est le Parc naturel régional de l'Aubrac.

## Affluents
L'Argence Vive a huit tronçons affluents référencés. L'Argence Morte (rd), 13,8 km est le seul affluent de plus de trois kilomètres de longueur, et de rang de Strahler quatre. Le Merlone (rg), 1,8 km est le seul nommé.

### Rang de Strahler
Donc le rang de Strahler de l'Argence Vive est de cinq.

## Hydrologie
Son régime hydrologique est dit pluvial.

## Aménagements et écologie

### Aménagement hydroélectrique de L'Argence
Un petit barrage a été construit à proximité du village de Mels. L'eau est conduite par une conduite forcée à l'usine du Bousquet exploitée par EDF. 

## Étymologie
Le vocable "Argence" signifie «cours d'eau blanc comme l'argent».[réf. nécessaire]